# Yoshijirō Umezu

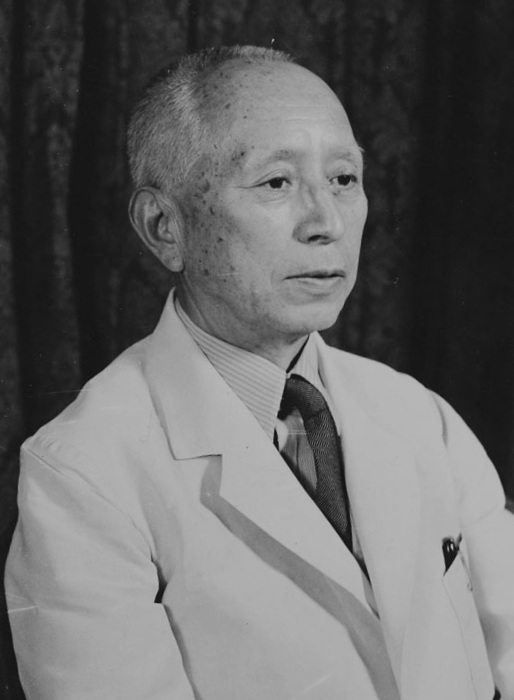
Umezu Yosijiro

General Umezu assinando a rendição japonesa

O General Yoshijirō Umezu (梅津美治郎) (4 de Janeiro, 1882 - 8 de Janeiro, 1949) era o comandante do exército japonês na Segunda Guerra Mundial.
Nos anos 20 do século passado, Umezu era um membro do Tosei-Ha, liderado pelo general Kazushige Ugaki juntamente com General Sugiyama, Koiso Kuniaki, Tetsuzan Nagata e Hideki Tojo. Eles representavam uma linha
moderada entre as forças armadas, em oposição ao movimento radical de Kodo-Ha liderado por Sadao Araki.
Juntamente com o Ministro da Guerra do Japão Korechika Anami e Soemu Toyoda, almirante-chefe da Marinha, Umezu opôs-se à rendição em agosto de 1945; ele acreditava que as forças militares deveriam continuar a lutar, forçando os Aliados a ter pesadas baixas numa hipotética invasão terrestre do Japão e forçando um melhor acordo de paz para os japoneses.